# Don Blankenship
Donald "Don" Leon Blankenship (Stopover, Kentucky, 14 de marzo de 1950) es un ejecutivo de negocios y político estadounidense. Fue candidato al Senado de los Estados Unidos en Virginia Occidental en 2018. Fue presidente y director ejecutivo de Massey Energy Company, la sexta compañía de carbón más grande en los Estados Unidos, desde 2000 hasta su jubilación en 2010.
El 3 de diciembre de 2015, Blankenship fue declarado culpable del delito menor de conspirar para violar intencionalmente las normas de seguridad y salud de minas en relación con la explosión de la mina Upper Big Branch.
Con frecuencia se ha pronunciado sobre política, medio ambiente, sindicatos y producción de carbón. En 2018, Blankenship perdió una primaria republicana a tres bandas para el Senado de los Estados Unidos ante Patrick Morrisey.
Blankenship lanzó su campaña en las elecciones presidenciales de Estados Unidos de 2020 como miembro del Partido de la Constitución el 18 y 19 de octubre de 2019 durante una reunión del comité nacional de la formación. Fue nominado oficialmente para presidente en la Convención del Partido de la Constitución el 2 de mayo de 2020, con William Mohr como su compañero de fórmula.